# Symptosuchus
Symptosuchus — вимерлий рід гоніофолідід мезоевкрокодилових. Відомий з пізньої крейди Аргентини. Аргентинський палеонтолог Флорентіно Амегіно назвав рід у 1899 році разом із типовим видом S. contortidens. Він був офіційно описаний Карлосом Русконі в 1934 році.